# Roel Luynenburg
Roelof Johan "Roel" Luynenburg, född 23 maj 1945 i Haarlem i Noord-Holland, död 6 november 2023, var en nederländsk roddare.
Han tog OS-brons i tvåa utan styrman i samband med de olympiska roddtävlingarna 1972 i München.